# Hacıibrahimler, Akhisar
Hacıibrahimler là một xã thuộc huyện Akhisar, tỉnh Manisa, Thổ Nhĩ Kỳ. Dân số thời điểm năm 2011 là 119 người.